# Avenue Alexandre Galopin
L'avenue Alexandre Galopin (en néerlandais : Alexandre Galopinlaan) est une avenue bruxelloise de la commune d'Etterbeek en Belgique, qui va de l'avenue du Onze Novembre à la place Aimé Dandoy en passant par la rue des Perdrix. Elle porte le nom d'un ancien gouverneur de la Société générale de Belgique, Alexandre Galopin.
La numérotation des habitations va de 1 à 35 pour le côté impair et de 2 à 48 pour le côté pair.